# Reino Häyhänen
Reino Häyhänen (* 14. Mai 1920 in Petrograd, heute: Sankt Petersburg; † 1961 in Pennsylvania) war ein für die Sowjetunion spionierender finnisch-russischer Agent (Decknamen: Eugene Nicolai Mäki und VICTOR, Abkürzung: VIC), der später in die Vereinigten Staaten überlief.

## Leben

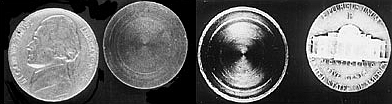
Hohler Nickel (amerikanische 5-Cent-Münze) als Versteck für Geheimcodes (VIC-Chiffre)

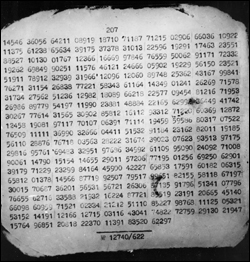
Im Nickel gefundene Geheimnachricht

Als Sohn einer finnisch-russischen Bauernfamilie wurde Reino 1920 nahe Petrograd (heute: Sankt Petersburg) geboren. Aufgrund seines familiären Hintergrunds und seiner Erziehung sprach er nicht nur fließend Russisch, sondern auch Finnisch. Er wurde vom sowjetischen Innenministerium (NKWD) angeworben und arbeitete während des Finnischen Winterkriegs als Übersetzer für erbeutete finnische Dokumente und als Dolmetscher beim Verhör finnischer Gefangener. Nach dem Krieg ab 1940 gehörte es zu seinen Aufgaben, die Zuverlässigkeit und Systemtreue sowjetischer Arbeiter in Finnland zu überprüfen und anti-sowjetische Personen dort aufzuspüren. Aufgrund seiner Verdienste bei diesen Tätigkeiten wurde Häyhänen im Mai 1943 in die KPdSU aufgenommen. Nach dem Zweiten Weltkrieg arbeitete er als Geheimdienstoffizier beim NKGB. Im Sommer 1948 wurde er durch dessen Nachfolgeorganisation, dem KGB, nach Moskau gerufen, wo er seine spätere Frau, Akulina Pavlova, kennenlernte. Der KGB bildete ihn zum Auslandsspion aus. Dazu gehörte eine intensive Schulung in Englisch sowie die Ausbildung in typischen Agentenaufgaben, wie Fotografie und Kryptographie.
Während dieser Zeit arbeitete er zur Tarnung in der estnischen Stadt Valga als Mechaniker, bevor er im Sommer 1949 über Porkkala nach Finnland übersiedelte. Dies geschah, in Vorbereitung seiner geplanten Einschleusung in die USA, unter seinem neuen Decknamen Eugene Nicolai Mäki, einem scheinbar in den Vereinigten Staaten geborenen Arbeiter, der tatsächlich existierte, aber in Finnland zuvor verschollen war.
Nachdem Häyhänen während der Zeit des Kalten Krieges einige Jahre als Agent für den KGB in den USA spioniert hatte, unter anderem als Mitarbeiter von Rudolf Abel, nutzte er einen Rückruf nach Moskau zur Flucht und lief zu den Amerikanern über. Bei einer Zwischenlandung in Paris im Mai 1957 wandte er sich an die dortige amerikanische Botschaft und offenbarte sich den Amerikanern. Er wurde hoch willkommengeheißen und gestattete dem FBI den Gewinn einiger wertvoller neuer Erkenntnisse über das sowjetische Spionagenetz und spezielle Geheimdienstmethoden. Dazu gehörte die Offenlegung der sogenannten VIC-Chiffre, einer besonderen Verschlüsselungsmethode des KGB, an deren Kryptanalyse die Amerikaner bisher gescheitert waren.
Reino Häyhänen starb unter mysteriösen Umständen, vermutlich bei einem Verkehrsunfall, auf dem Pennsylvania Turnpike im Jahr 1961.